# Temporada 2015 de las Grandes Ligas de Béisbol
La temporada 2015 de las Grandes Ligas de Béisbol tuvo su temporada regular del 5 de abril al 4 de octubre y su postemporada del 6 de octubre y hasta el 4 de noviembre.

## Temporada regular
Durante la temporada regular, cada equipo disputó un total de 162 encuentros. Fueron 19 juegos contra cada rival de división, seis o siete juegos contra los equipos de otras dos divisiones de su liga, y 20 juegos contra equipos de la división equivalente de la liga contraria. Todos los encuentros de la última fecha de la temporada regular se jugaron el 4 de octubre a las 15 horas del este.

### Liga Americana[1]
| División Este        | División Este | División Este | División Este | División Este | División Este | División Este |
| Equipo               | V             | D             | CTE           | JD            | LOCAL         | VISITA        |
| -------------------- | ------------- | ------------- | ------------- | ------------- | ------------- | ------------- |
| Toronto Blue Jays(2) | 93            | 69            | .574          | —             | 53–28         | 40–41         |
| New York Yankees(4)  | 87            | 75            | .537          | 6             | 45–36         | 42–39         |
| Baltimore Orioles    | 81            | 81            | .500          | 12            | 47–31         | 34–50         |
| Tampa Bay Rays       | 80            | 82            | .494          | 13            | 42–42         | 38–40         |
| Boston Red Sox       | 78            | 84            | .481          | 15            | 43–38         | 35–46         |

| División Central      | División Central | División Central | División Central | División Central | División Central | División Central |
| Equipo                | V                | D                | CTE              | JD               | LOCAL            | VISITA           |
| --------------------- | ---------------- | ---------------- | ---------------- | ---------------- | ---------------- | ---------------- |
| Kansas City Royals(1) | 95               | 67               | .586             | —                | 51–30            | 44–37            |
| Minnesota Twins       | 83               | 79               | .512             | 12               | 46–35            | 37–44            |
| Cleveland Indians     | 81               | 80               | .503             | 13½              | 39–41            | 42–39            |
| Chicago White Sox     | 76               | 86               | .469             | 19               | 40–41            | 36–45            |
| Detroit Tigers        | 74               | 87               | .460             | 20½              | 38–43            | 36–44            |

| División Oeste    | División Oeste | División Oeste | División Oeste | División Oeste | División Oeste | División Oeste |
| Equipo            | V              | D              | CTE            | JD             | LOCAL          | VISITA         |
| ----------------- | -------------- | -------------- | -------------- | -------------- | -------------- | -------------- |
| Texas Rangers(3)  | 88             | 74             | .543           | —              | 43–38          | 45–36          |
| Houston Astros(5) | 86             | 76             | .531           | 2              | 53–28          | 33–48          |
| Anaheim Angels    | 85             | 87             | .525           | 3              | 49–32          | 36–45          |
| Seattle Mariners  | 76             | 86             | .469           | 12             | 36–45          | 40–41          |
| Oakland Athletics | 68             | 94             | .420           | 20             | 34–47          | 34–47          |

### Liga Nacional
| División Este         | División Este | División Este | División Este | División Este | División Este | División Este |
| Equipo                | V             | D             | CTE           | JD            | LOCAL         | VISITA        |
| --------------------- | ------------- | ------------- | ------------- | ------------- | ------------- | ------------- |
| New York Mets(3)      | 90            | 72            | .556          | —             | 49–32         | 41–40         |
| Washington Nationals  | 83            | 79            | .512          | 7             | 46–35         | 37–44         |
| Miami Marlins         | 71            | 91            | .438          | 19            | 41–40         | 30–51         |
| Atlanta Braves        | 67            | 95            | .414          | 23            | 42–39         | 25–56         |
| Philadelphia Phillies | 63            | 99            | .389          | 27            | 37–44         | 26–55         |

| División Central       | División Central | División Central | División Central | División Central | División Central | División Central |
| Equipo                 | V                | D                | CTE              | JD               | LOCAL            | VISITA           |
| ---------------------- | ---------------- | ---------------- | ---------------- | ---------------- | ---------------- | ---------------- |
| St. Louis Cardinals(1) | 100              | 62               | .617             | —                | 55–26            | 45–36            |
| Pittsburgh Pirates(4)  | 98               | 64               | .605             | 2                | 53–28            | 45–36            |
| Chicago Cubs(5)        | 97               | 65               | .599             | 3                | 49–32            | 48–33            |
| Milwaukee Brewers      | 68               | 94               | .420             | 32               | 34–47            | 34–47            |
| Cincinnati Reds        | 64               | 98               | .395             | 36               | 34–47            | 30–51            |

| División Oeste         | División Oeste | División Oeste | División Oeste | División Oeste | División Oeste | División Oeste |
| Equipo                 | V              | D              | CTE            | JD             | LOCAL          | VISITA         |
| ---------------------- | -------------- | -------------- | -------------- | -------------- | -------------- | -------------- |
| Los Angeles Dodgers(2) | 92             | 70             | .568           | —              | 55–26          | 37–44          |
| San Francisco Giants   | 84             | 78             | .519           | 8              | 47–34          | 37–44          |
| Arizona Diamondbacks   | 79             | 83             | .488           | 13             | 39–42          | 40–41          |
| San Diego Padres       | 74             | 88             | .457           | 18             | 39–42          | 35–46          |
| Colorado Rockies       | 68             | 94             | .420           | 24             | 36–45          | 32–49          |

## Postemporada
|  | Ronda Wild Card | Ronda Wild Card    | Ronda Wild Card |                |                     | Ronda Divisional | Ronda Divisional    | Ronda Divisional |   |                    | Campeonato de la Liga | Campeonato de la Liga | Campeonato de la Liga |  |  | Serie Mundial         | Serie Mundial         | Serie Mundial         |
|  |                 |                    |                 |                |                     |                  |                     |                  |   |                    |                       |                       |                       |  |  |                       |                       |                       |
|  |                 |                    |                 |                |                     |                  |                     |                  |   |                    |                       |                       |                       |  |  |                       |                       |                       |
|  |                 |                    |                 |                |                     | 1                | Kansas City Royals  | 3                |   |                    |                       |                       |                       |  |  |                       |                       |                       |
|  |                 |                    |                 |                |                     | 5                | Houston Astros      | 2                |   |                    |                       |                       |                       |  |  |                       |                       |                       |
|  | 4               | New York Yankees   | 0               | Liga Americana | Liga Americana      | Liga Americana   |                     |                  | 1 | Kansas City Royals | 4                     |                       |                       |  |  |                       |                       |                       |
|  | 5               | Houston Astros     | 1               | Liga Americana | Liga Americana      | Liga Americana   |                     |                  |   |                    | 5                     | Toronto Blue Jays     | 2                     |  |  |                       |                       |                       |
|  |                 |                    |                 | 2              | Toronto Blue Jays   | 3                |                     |                  |   |                    |                       |                       |                       |  |  |                       |                       |                       |
|  |                 |                    |                 |                |                     | 3                | Texas Rangers       | 2                |   |                    |                       |                       |                       |  |  |                       |                       |                       |
|  |                 |                    |                 |                |                     |                  |                     |                  |   |                    |                       |                       |                       |  |  | LA                    | Kansas City Royals    | 4                     |
|  |                 |                    |                 |                |                     |                  |                     |                  |   |                    |                       |                       |                       |  |  | LN                    | New York Mets         | 1                     |
|  |                 |                    |                 |                |                     | 1                | St. Louis Cardinals | 1                |   |                    |                       |                       |                       |  |  | Ver la serie completa | Ver la serie completa | Ver la serie completa |
|  |                 |                    |                 |                |                     | 5                | Chicago Cubs        | 3                |   |                    |                       |                       |                       |  |  |                       |                       |                       |
|  | 4               | Pittsburgh Pirates | 0               | Liga Nacional  | Liga Nacional       | Liga Nacional    |                     |                  | 5 | Chicago Cubs       | 0                     |                       |                       |  |  |                       |                       |                       |
|  | 5               | Chicago Cubs       | 1               | Liga Nacional  | Liga Nacional       | Liga Nacional    |                     |                  |   |                    | 3                     | New York Mets         | 4                     |  |  |                       |                       |                       |
|  |                 |                    |                 | 2              | Los Angeles Dodgers | 2                |                     |                  |   |                    |                       |                       |                       |  |  |                       |                       |                       |
|  |                 |                    |                 |                |                     | 3                | New York Mets       | 3                |   |                    |                       |                       |                       |  |  |                       |                       |                       |

|                                                                |
| Campeón de las Grandes Ligas Kansas City Royals Segundo título |

## Estadísticas individuales
Referencia:

### Bateadores
Promedio de bateo
1. Bryce Harper (Washington), .340
2. Miguel Cabrera (Detroit), .337
3. Dee Gordon (Miami), .333
4. Buster Posey (San Francisco), .328
5. Xander Bogaerts (Boston), .321

Cuadrangulares
1. Nelson Cruz (Seattle), 42
2. Cruz Davis (Baltimore), 42
3. Bryce Harper (Washington), 40
4. Nolan Arenado (Colorado), 39
5. Josh Donaldson (Toronto), 39

Carreras remolcadas
1. Josh Donaldson (Toronto), 120
2. Nolan Arenado (Colorado), 112
3. Chris Davis (Baltimore), 107
4. Yoenis Céspedes (New York Mets), 103
5. José Bautista (Toronto), 102

### Lanzadores
Efectividad
1. Zach Greinke (Los Angeles Dodgers), 1.65
2. Jake Arrieta (Chicago Cubs), 1.96
3. Clayton Kershaw (Los Angeles Dodgers), 2.12
4. David Price (Toronto), 2.42
5. Dallas Keuchel (Houston), 2.56

Ponches
1. Clayton Kershaw (Los Angeles Dodgers), 264
2. Chris Sale (Chicago White Sox), 259
3. Chris Archer (Tampa Bay), 243
4. Max Scherzer (Washington), 237
5. Corey Kluber (Cleveland), 224